# Nikita Dmitrijewitsch Soschnikow
Nikita Dmitrijewitsch Soschnikow (russisch Никита Дмитриевич Сошников; englische Transkription: Nikita Dmitriyevich Soshnikov; * 14. Oktober 1993 in Nischni Tagil) ist ein russischer Eishockeyspieler, der seit Oktober 2024 bei Admiral Wladiwostok aus der Kontinentalen Hockey-Liga (KHL) unter Vertrag steht und dort auf der Position des rechten Flügelstürmers spielt.

## Karriere
Nikita Soschnikow wurde in Nischni Tagil geboren und spielte dort in seiner Jugend für die Nachwuchsabteilungen von Sputnik Nischni Tagil, bis er im KHL Junior Draft 2010 von Atlant Moskowskaja Oblast an 123. Position ausgewählt wurde. Fortan spielte der rechte Flügelstürmer für deren Junioren-Mannschaft in der Molodjoschnaja Chokkeinaja Liga (MHL), der höchsten russischen Nachwuchsspielklasse. In drei MHL-Jahren steigerte Soschnikow seine persönliche Statistik deutlich, bis er in der Saison 2012/13 auf einen Punkteschnitt von deutlich über 1,0 kam (72 in 59 Spielen). In der Folge gab der Russe im Jahr darauf sein Profi-Debüt, wobei er vor allem in der Kontinentalen Hockey-Liga für Atlant Moskowskaja Oblast zum Einsatz kam; hinzu kamen vier Spiele beim HK Buran Woronesch in der zweitklassigen Wysschaja Hockey-Liga. Spätestens mit Beginn der Spielzeit 2014/15 hatte sich der Angreifer im KHL-Aufgebot von Atlant etabliert und kam in der Saison auf 32 Scorerpunkte in 57 Spielen. Ferner debütierte er im Rahmen der Euro Hockey Tour 2014/15 in der russischen Nationalmannschaft. Sein Klub Atlant Moskowskaja Oblast stellte den Spielbetrieb nach der Saison 2014/15 aufgrund anhaltender finanzieller Probleme ein, wobei ein Großteil der Spieler vom HK Spartak Moskau übernommen werden sollte. Soschnikow entschied sich allerdings gegen diese Option und unterzeichnete stattdessen einen Einstiegsvertrag bei den Toronto Maple Leafs aus der National Hockey League (NHL).
Die Maple Leafs setzten Soschnikow erwartungsgemäß vorerst bei ihrem Farmteam, den Toronto Marlies, in der American Hockey League (AHL) ein. Dort erzielte er in 52 Spielen 18 Tore und gab zehn Vorlagen, sodass er Ende Februar 2016 zurück ins NHL-Aufgebot berufen wurde und für die Maple Leafs wenig später debütierte. Bis zum Saisonende stand der Angreifer in elf Spielen in der NHL auf dem Eis, ehe er für die Playoffs um den Calder Cup zurück in die AHL geschickt wurde, wo er mit den Marlies das Conference-Finale erreichte. Mit Beginn der Saison 2016/17 etablierte sich Soschnikow im Kader der Maple Leafs und kam fortan regelmäßig in der NHL zum Einsatz. Dies änderte sich allerdings bereits mit der folgenden Spielzeit, sodass der Angreifer im Februar 2018 im Tausch für ein Viertrunden-Wahlrecht im NHL Entry Draft 2019 an die St. Louis Blues abgegeben wurde. Nach 17 Einsätzen für die Blues sowie elf weitere für deren Kooperationspartner San Antonio Rampage in der AHL beendete der Russe nach der Saison 2018/19 sein Engagement in Nordamerika.
Im Juni 2019 unterzeichnete Soschnikow einen Vertrag bei Salawat Julajew Ufa aus der KHL. Er spielte dort bis November 2020, ehe er im Tausch für Michail Naumenkow an den Ligakonkurrenten HK ZSKA Moskau abgegeben wurde. der Stürmer verbrachte allerdings lediglich nur elf Monate beim Moskauer Armeesportklub, da er aufgrund eines neuerlichen Transfers im Oktober 2021 an den HK Awangard Omsk abgegeben wurde. Nachdem er dort die Spielzeit 2021/22 beendet hatte, wurde sein Vertrag dort nicht verlängert, und er kehrte schließlich im September 2022 auf Basis eines Einjahres-Vertrags in die NHL zu den New York Islanders zurück. Bereits im Dezember desselben Jahres einigten sich beide Vertragspartner jedoch auf eine Auflösung des bestehenden Arbeitsverhältnisses, woraufhin der Russe in seine Heimat zurückkehrte und sich dem HK Traktor Tscheljabinsk aus der KHL anschloss. Dort spielte er bis zum Ende der Saison 2023/24 und wechselte anschließend im Oktober 2024 zum Ligakonkurrenten Admiral Wladiwostok.

## Erfolge und Auszeichnungen
- 2012 MHL-Spieler des Monats Dezember
- 2013 Teilnahme am MHL All-Star Game
- 2020 Teilnahme am KHL All-Star Game

## Karrierestatistik
Stand: Ende der Saison 2023/24

### International
Vertrat Russland bei:
- Weltmeisterschaft 2018

(Legende zur Spielerstatistik: Sp oder GP = absolvierte Spiele; T oder G = erzielte Tore; V oder A = erzielte Assists; Pkt oder Pts = erzielte Scorerpunkte; SM oder PIM = erhaltene Strafminuten; +/− = Plus/Minus-Bilanz; PP = erzielte Überzahltore; SH = erzielte Unterzahltore; GW = erzielte Siegtore; 1 Play-downs/Relegation; Kursiv: Statistik nicht vollständig)